# Nicholas D’Agosto
Nicholas D’Agosto (ur. 17 kwietnia 1980 w Omaha) – amerykański aktor telewizyjny, filmowy i teatralny.

## Życiorys
Jego ojciec urodził się w rodzinie włoskiego pochodzenia, natomiast dziadek ze strony matki w rodzinie holenderskiego pochodzenia. Nicholas D’Agosto ukończył studia z zakresu historii i teatru na prywatnym Marquette University.
Jako aktor filmowy debiutował jeszcze w szkole średniej epizodyczną rolą w komedii Wybory, wyreżyserowanej przez pochodzącego z Omahy Alexandra Payne’a. W 2002 przeprowadził się do Los Angeles. Występował początkowo głównie w epizodycznych rolach w różnych serialach (Wczoraj jak dziś, Boston Public, Ostry dyżur, Sześć stóp pod ziemią czy Dr House). W 2007 otrzymał drugoplanową rolę Westa Rosena w Herosach, grając w 9 odcinkach tej produkcji. W 2009 zagrał główną rolę w komedii Ale czad!, pojawił się następnie w takich filmach jak Niegrzeczna dziewczyna, From Prada to Nada i Oszukać przeznaczenie 5. W 2013 dołączył do obsady serialu Masters of Sex. W 2014 wcielił się w postać Harveya Denta w Gotham.
Został także aktorem teatralnym, wchodząc w skład zespołu aktorskiego Antaeus Theatre Company.

## Filmografia

### Filmy
- 1999: Wybory
- 2000: Psycho Beach Party
- 2007: Drive-Thru
- 2007: Rocket Science
- 2008: Extreme Movie
- 2009: Ale czad!
- 2010: Niegrzeczna dziewczyna
- 2011: From Prada to Nada
- 2011: Mardi Gras: Spring Break
- 2011: Oszukać przeznaczenie 5[1]

## Seriale TV
- 2002: Wczoraj jak dziś
- 2003: Boston Public
- 2003: Ostry dyżur
- 2004: Dowody zbrodni
- 2004: Sześć stóp pod ziemią
- 2005: Dr House
- 2005: Nie z tego świata
- 2006: Bez śladu
- 2007: Biuro
- 2007: Herosi
- 2012: Breakout Kings
- 2013: Masters of Sex
- 2013: Nie zadzieraj z zołzą spod 23
- 2014: Chirurdzy
- 2015: Gotham[1]